# Malyn
Malyn (em ucraniano:  Ма́лин, transl. Mályn) é uma cidade da Ucrânia, situada no Oblast de Jitomir. Tem 60,92 km² de área e sua população em 2025 foi estimada em 27.000 habitantes.